# گواه‌نمایی
گواه‌نمایی مقوله‌ای دستوری است که نقش آن نشان دادن منبع اطلاع است. در زبان‌هایی که چنین مقوله‌ای وجود دارد زمانی که سخنگویی جمله‌ای را بیان می‌کند نشانه مشخصی در جمله بیانگر این است که آنچه را که او بر زبان جاری نموده خود شخصاً دیده‌است یا از کسی شنیده یا این‌که حاصل استنباط و گمانه‌زنی وی بوده‌است. حدود یک چهارم زبان‌های جهان دارای این مقوله دستوری هستند.
تقریباً در تمامی زبان‌های دنیا برخی راهکارهای واژگانی یا قیدهای ویژه به‌گونه‌ای منبع اطلاع را نشان می‌دهند. به عنوان نمونه، در زبان انگلیسی صورت‌هایی مانند I guess that… ،I hear that…، یا قیدهایی نظیر reportedly برای اشاره به منبع اطلاع به کار می‌روند. راه‌کارهای این‌چنین را راهبردهای گواه‌نمایی نامیده‌اند.
مهم‌ترین راهکارهای گواه‌نمایی در زبان فارسی شامل ماضی نقلی، فعل‌های ادراکی و شناختی، فعل‌های اظهاری غیرشخصی، ساخت مجهول، نقل‌قول و غیره می‌باشند. زبانشناسان متعددی ساخت‌های ماضی نقلی استمراری و ماضی ابعد را در فارسی معاصر یکی از راهکارهای گواه‌نمایی غیر دست‌اول در نظر گرفته‌اند.
نمونه: دیشب که ما خواب بودیم تا صبح باران می‌آمده‌است.
اگر گوینده صدای قطرات باران را شنیده باشد از چنین جمله‌ای استفاده نمی‌کند و ممکن است این جمله را به‌صورت زیر بیان کند:
دیشب تا صبح باران می‌آمد.
این دو ساخت بیانگر اطلاعی است که گوینده یا نویسنده با حواس پنج‌گانه خود آن‌ها را کسب نکرده‌است، بلکه حاصل استنباط، حدس و گمانه‌زنی یا نقل‌قول و شنیده‌ها بوده‌است. با استفاده از این ساخت‌ها سخنگویان و نویسندگان نوعی فاصله را بین خود و خبری که بیان می‌کنند پدیدآورده و از پذیرش مسئولیت مستقیم در مورد منبع اطلاع امتناع می‌ورزند، زیرا با حس بینایی یا سایر حواس خود آن رخداد را تجربه نکرده‌اند.